# Obory
Obory település Csehországban, a Příbrami járásban. Obory Nečín, Dolní Hbity, Hřiměždice, Kamýk nad Vltavou és Višňová településekkel határos. Lakosainak száma 282 fő (2024. január 1.).

## Népesség
A település lakosságának változását az alábbi diagram mutatja:
| Lakosok száma | 494  | 548  | 481  | 345  | 284  | 258  | 258  | 259  | 273  | 282  |
|               | 1869 | 1890 | 1921 | 1950 | 1980 | 2001 | 2017 | 2019 | 2022 | 2024 |